# جيف هاموند
جيف هاموند (بالإنجليزية: Geoff Hammond)‏ (24 مارس 1950 في المملكة المتحدة - ) هو لاعب كرة قدم بريطاني في مركز الدفاع. لعب مع إيبسويتش تاون وتشارلتون أثلتيك ومانشستر سيتي وConnecticut Bicentennials ‏.

## وصلات خارجية
- جيف هاموند على موقع قاعدة بيانات كرة القدم.إي يو (الإنجليزية)